# Конфлікт між G-Unit і The Game
Конфлікт між G-Unit і The Game — хіп-хоп біф, що виник у першій половині 2005.

## Початок
Підписант Aftermath Entertainment The Game став працювати з 50 Cent і гуртом G-Unit. Незабаром після цього між наставником і протеже розпочався конфлікт. Обоє відклали суперечку на час релізу дебютного студійного альбому The Documentary, який вийшов 18 січня 2005. Платівка мала значний успіх, три сингли було записано за участі 50 Cent. Дату випуску другого студійного альбому Кертіса The Massacre перенесли через The Documentary, це спричинило до холодних відносин Фіфті з Interscope Records. Напруженість зросла під час зйомок кліпу на третій окремок Ґейма «Hate It or Love It», коли 50 Cent відмовився бути на передньому сидінні автомобіля з репером і сів ззаду (його замінив брат Ґейма, Big Fase 100).

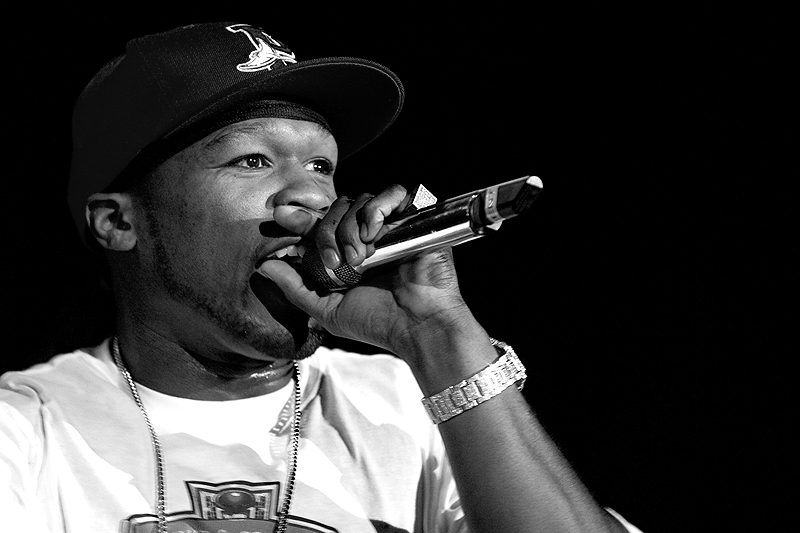
50 Cent на концерті у 2007 році

На радіостанції Hot 97 50 Cent повідомив про виключення Game зі складу колективу G-Unit. Після оголошення The Game, який раніше був гостем увечері, спробував потрапити до будівлі зі своїм оточенням. Після відмови у вході охоронець вистрілив у ногу одного з його соратників під час сутички. Коли ситуація загострилася обоє провели прес-конференцію, де анонсували примирення. У фанів були змішані почуття через підозри в рекламному ході, щоб підвищити продаж своїх щойно виданих альбомів. Разом з тим навіть після цього G-Unit розкритикували рівень поваги вулиць стосовно його персони. Гурт оголосив, що Ґейм відтепер не буде присутнім на їхніх альбомах. Під час виступу на Summer Jam репер розпочав бойкот G-Unit під назвою «G-Unot» (завершився після того, як 50 Cent зареєстрував торгову марку).
Після концерту на Summer Jam The Game відреагував «300 Bars and Runnin'», розширеним дисом, спрямованим проти G-Unit і артистів Roc-A-Fella Records, що увійшов до мікстейпу You Know What It Is Vol. 3. 50 Cent відповів відеокліпом «Piggy Bank », де репера зображено як містера Картопляна голова. Відтоді обидва табори продовжували атакувати один на одного. The Game випустив ще 2 мікстейпи Ghost Unit та Stop Snitchin Stop Lyin (останній разом з DVD).
У відповідь на показ Ґеймом несправжніх зображень G-Unit, одягнутих як Village People, гурт помістив на обкладинку мікстейпу Hate It or Love It (G-Unit Radio Part 21) голову репера, приєднану до тіла стриптизера. Ґейм покинув Aftermath Entertainment і підписав контракт з Geffen Records, щоб припинити свої договірні зобов'язання з G-Unit Records (багато хто вважає, що 50 Cent змусив Дре вигнати репера з лейблу).
Артист G-Unit Records Spider Loc також почав нападати на виконавця в піснях: «Stop Bitchin'» за участі Mr. Criminal з Hi-Power Entertainment, «Bitch Boy» тощо. Ґейм записав «240 Bars (Spider Joke)» і «100 Bars (The Funeral)». Відповідь Кертіса: «Not Rich, Still Lyin'» із саундтреку Bulletproof, Ллойда Бенкса: фрістайл зі студії у програмі Rap City. У «SoundScan» Ґейм висміяв падіння другого студійного альбому Бенкса Rotten Apple на 13 сходинок у Billboard200 та невтішні результати продажу за другий тиждень. Репер відповів треком «Show Time (The Game's Over)» з мікстейпу Mo' Money In The Bank Pt. 5 (The Final Chapter). Бенкс також сказав, що 50 Cent написав половину дебютного альбому The Documentary й поглузував із суїцидальних думок Ґейма.
У жовтні 2006 The Game висловив бажання укласти мирний договір. Кілька днів по тому на радіостанції Power 106 він заявив, що тривалість дії запропонованої угоди становила лише 1 день. На платівці Doctor's Advocate він у кількох піснях стверджує, що конфлікт закінчився.

## Невдале примирення
Стало відомо, що Busta Rhymes хотів записати трек разом з 50 Cent і The Game для альбому Before Hell Freezes Over. Таким чином він мав намір покласти край ворожнечі між ними. Він так прокоментував конфлікт: 
У мене завжди були проблеми з біфами. Якщо ви послухаєте «The Doctor's Advocate», заголовну пісню його альбому [The Game], то я не згоден з його роллю в цій ситуації. Фіфті, хоча я й не погоджуюся з усім, що він зробив, він досі є одним з оркестраторів вищого рівня. Якщо ви чийсь учень, то має бути загальна гордість і еґо. Ви повинні не зважати на певні речі.
Невдовзі з'явилась інформація про ймовірний напад Тоні Єйо на Джеймса «Lil' Henchmen» Роузмонда, сина Джиммі «Henchmen» Роузмонда, менеджера Ґейма. Репера заарештували 24 березня 2007 й звинуватили в ударі Джеймса за носіння сорочки з логотипом компанії батька, Czar Entertainment.
Єйо та Фіфті з оточенням нібито під'їхали до жертви на чорному позашляховику. 4 чоловіки вискочили з автівки. Єйо показав 14-річному хлопцю свій пістолет і вдарив його. Виконавця звільнили під заставу у $5 тис. Він не визнав себе винним. 50 Cent категорично заперечив свою причетність та заявив, що він на той час був у своєму маєтку в Коннектикуті. Він також повідомив, що Єйо не вдаряв Джеймса. На його думку, за цим стоять організатори кампанії «G-Unot», котрі намагаються, щоб його заборонили.

## Продовження
У лютому 2007 у клубі під час NBA All-Star Weekend у Лас-Вегасі між The Game та Young Buck виникла суперечка. В інтерв'ю SOHH.com останній описав це так:
Ситуація трапилася в Лас-Вегасі, ми вперше були в одному місці. Я звернувся до нього зі сцени, щоб той знав: «Якщо є проблеми, то вирішимо їх прямо зараз, якщо нема — перейдемо до грошей». Він ішов, не знаю, чи для того, щоб вступити в контакт чи за грошима, але він підходив, перелякана охорона клубу штовхнула його. Після цього багато людей навколо казали: «Слухай, хлопець хоче поговорити. Я вирішив порозмовляти з ним, позаяк 50 Cent ніколи не буде спілкуватися з ним. Фіфті дійсно дав мені дозвіл говорити від імені його та решти. Я розмовляв з ним тоном Роби, що хочеш, не чіпай нас і ми не чіпатимемо тебе. Я розумію, це починає впливати на музичний бізнес». 

В інтерв'ю MTV Ґейм вибачився перед 50 Cent і G-Unit, заявивши: «Джиммі [президент Interscope] завжди говорить: „Хлопче, я прохав вас не руйнувати The Beatles…“ За його словами, він казав те ж саме у минулому Джону Леннону. Але я був молодим, дурним. Зробив багато дурниць… Я не збираюся дисити Фіфті… У нього своя команда, у мене своя. Я чинив як вважав за потрібне для себе й кар'єри, щоб вижити в хіп-хоп індустрії і продовжувати перебувати в ній у віці Квінсі Джонса; не просто у його віці, а бути самим Квінсі Джонсом… Продано мільйони альбомів, бо разом ми були великими».
Кілька днів потому Єйо заявив в інтерв'ю, що вони не приймають вибачень Ґейма, позаяк той є біполярним, непостійним, говорячи спершу про примирення, а згодом «Fuck G-Unit». Разом з тим репер погодився з твердженням, що 50 Cent, Young Buck, Єйо, Бенкс і The Game свого часу були як The Beatles. Через тиждень на концерті в Сіднеї Ґейм знову задисив гурт, порадивши натовпу стріляти у них, якщо ті приїдуть до міста. Між артистом G-Unit Records 40 Glocc та підписантом BWS Compton Menace (також відомим як The Menace) виникла сутичка. Заводієм назвали останнього.

### Об'єднання Ґейма з Young Buck
Після виходу зі складу гурту Young Buck з'явився на реміксі пісні The Game «Game's Pain» та у кліпі «My Life» за участі Lil Wayne. Було підтверджено спільний мікстейп Бака й Ґейма, Laugh Now, Cry Later. Репер Juvenile став на бік у G-Unit, задисивши Бака.
9 листопада 2009 вийшов четвертий студійний альбом 50 Cent Before I Self Destruct. Композиція «So Disrespectful» містить такі слова:

Come on Game you will never be my equal

Your homies shoot doors, my niggas shoot people

See me I'm what you never 'gon be

I'm in that tax bracket you never 'gon see

На початку треку Фіфті глузує з суїцидальних думок Ґейма та зґвалтування його сестри, яке той раніше згадував у своїх піснях:

Your daddy fucked your mama then fucked your sister

Then climbed in your bed playing with your shitter

Go 'head, take your belt off and hang yourself

Matter of fact grab your strap and bang yourself

У пісні «Shake», промо до The R.E.D. Album The Game укотре задисив G-Unit:

Me and fifty aint agree on shit so I had to (Shake)

aint no telling what he putting in that protein (Shake)

seen the candy shop video look at this nigga (Shake)

and thats the same shit that made the nigga Young Buck (Shake)

I'm surprised that Lloyd Banks and Yayo didn't (Shake) wasn't selling no records

so Jimmy told 'em to (Shake)

### 2010-дотепер
У листопаді 2010 Ґейм твітнув Фіфті, повідомивши про свою готовність припинити ворожнечу й все, що опонент мав зробити це лише зателефонувати. Проте попри підтримку фанів Кертіса заклики було проігноровано. У грудні 2010 Ґейм висміяв через Твіттер результат продажу платівки Бенкса H.F.M. 2 (The Hunger for More 2), що поставило під питання щирість заяви першого.
У вересні 2011 50 Cent випустив «Love, Hate, Love (Hate It or Love It Part 2)», дис на Lil Wayne та Ґейма. Останній сповістив через Твіттер, що він «знищить» Фіфті, як тільки потрапить до студії.
7 липня 2012 на вечірці у маєтку в Голлівуді між 40 Glocc і The Game виникла бійка. У відео, знятому останнім на iPhone, зафіксовано як той б'є вільною рукою 40 Glocc, котрий ховається між автівкою та кущами. 40 Glocc подав позов за напад і дискредитацію. Ґейм назвав це найбільшим шоком у своєму житті, а 40 Glocc — боягузом. Той у свою чергу повідомив про озброєне оточення, котре не дало змоги дати відсіч. На його думку, позов не є стукацтвом, позаяк оприлюднення відео — піар-хід для реклами Jesus Piece.
27 листопада 2012 50 Cent видав «My Life», другий сингл з платівки Street King Immortal. Пісня містить рядки «I tried to help niggas get on, they turned around and spit/ right in my face, so Game & Buck can both suck a dick…». Ґейм невдовзі заявив, що усім байдуже на Кертіса й оголосив можливе продовження «300 Bars and Runnin», яке остаточно «знищить» 50 Cent і G-Unit.
Фіфті пізніше сказав, що пісню було записано два роки тому й наразі він не має ворожості до Ґейма. Попри це репер відповів бонус-треком «Blood of Christ» з Jesus Piece, де він нападає на G-Unit, 40 Glocc, Shyne і Diddy.
31 січня 2013 The Game створив петицію за возз'єднання G-Unit. 50 Cent відмовився від ідеї, назвавши її трюком для привернення уваги.

## Оприлюднені треки
З табору G-Unit
- 50 Cent
  - «300 Shots» (за участі Tony Yayo, Ma$e, Young Buck, Mobb Deep, M.O.P. та Lloyd Banks)
  - «Banana Clip»
  - «Emotional» (грудень 2005)
  - «Last Chance»
  - «Love, Hate, Love» (вересень 2005)
  - «Make a Movie Out of Em» (січень 2006)
  - «Misdemeanor (NY to Compton)»
  - «Much Too Much (Just Too Much)»
  - «Not Rich, Still Lyin'» (квітень 2006)
  - «Paper Chaser» (лютий 2006)
  - «So Disrespectful» (дис на The Game, Young Buck)
  - «Strong Enough» (дис на The Game, Young Buck) 
  - «Stop Crying» (січень 2006)
  - «Ya Guns Don't Jam»
  - «You Should Be Dead»
  - «Window Shopper»
  - «Piggy Bank» (лише у кліпі)
  - «Outta Control (Remix)» (за участі Mobb Deep; футболки з написом «Game Over» у кліпі)
  - «My Life» (за участі Eminem та Adam Levine; дис на The Game, Young Buck)

- Ллойд Бенкс
  - «8 Minutes of Death»
  - «Death Wish»
  - «Go Hard or Go Home»
  - «It's Simple Ain't It» (за участі 50 Cent)
  - «It Ain't a Secret»
  - «Lamborghini Lloyd»
  - «Potato Head» (за участі Tony Yayo; дис на The Game, Black Wall Street)
  - «Rather Be Me» (дис на The Game, Young Buck) 
  - «Show Time (The Game's Over)»

- Тоні Єйо
  - «Die Slow» (дис на Black Wall Street, Young Buck) 
  - «They Call It Murder» (за участі 50 Cent)
  - «We Don't Give a Fuck» (за участі 50 Cent, Lloyd Banks та Olivia)

- Young Buck
  - «They Don't Bother Me» (за участі Ma$e, Spider Loc та 50 Cent)
  - «The Real Bitch Boy» (за участі Spider Loc)
  - «I Don't Want No Problems» (за участі Spider Loc)

- 40 Glocc
  - «3 Amigos» (дис на The Game, Young Buck)
  - «Full Edit»
  - «I Don't Know» (за участі Prodigy)
  - «The Resurrection»

- Spider Loc
  - «Bang Bang» (за участі Snoopy Blue; дис на The Game, Black Wall Street)
  - «Bitch Boy»
  - «G-Unot Killer» (дис на The Game, Black Wall Street)
  - «G'z Like They Used 2» (дис на Young Buck)
  - «I'm Wrong» (дис на Young Buck)
  - «Lean on Me» (дис на Young Buck)
  - «Ova-Kill» (за участі Papa Smurf)
  - «Slepping on Me»
  - «Stop Bitchin» (за участі Mr. Criminal; дис на The Game, Black Wall Street)
  - «Toe Tagz»
  - «What's Yo Problem» (дис на Young Buck)

- M.O.P.
  - «I'll Whip Ya Head Boy (Remix)»

- Prodigy
  - «No Love Wins» (за участі 40 Glocc)

- Майк Нокс
  - «Fuck Young Buck» (за участі Tone Trump та Cotic; дис на The Game, Young Buck)
  - «Thug Intermission» (за участі Nyce da Future; дис на The Game, Young Buck)

- Hot Rod
  - «Be Easy»

- Снупі Блу
  - «97 Bars» (дис на The Game, Black Wall Street)

З табору Ґейма
- The Game
  - «100 Bars (The Funeral)» (дис на G-Unit Records, Mobb Deep, Hot Rod, 40 Glocc)
  - «120 Bars» (дис на G-Unit, Mobb Deep, Spider Loc, Mase, Olivia)
  - «240 Bars (Spider Joke)» (дис на Spider Loc, G-Unit)
  - «300 Bars» (дис на 50 Cent, Ллойд Бенкс, Young Buck, Тоні Єйо, Olivia, Mobb Deep, DJ Whoo Kid)
  - «360 Bars»
  - «400 Bars»
  - «A Lil' Bit»
  - «All For Sale» (дис на G-Unit, Mase)
  - «All I Need» (дис на G-Unit, Mase, Mobb Deep)
  - «Be Eazy» (дис на Hot Rod)
  - «Blood of Christ» (дис на 50 Cent, G-Unit, 40 Glocc)
  - «Body Bags» (дис на Тоні Єйо, 50 Cent)
  - «Bounce Back» (за участі Charli Baltimore; дис на 50 Cent, Tony Yayo)
  - «Breathe and Stop» (за участі Fat Joe)
  - «Cough Up a Lung» (дис на 40 Glocc)
  - «Don't Body Yourself Remix» (за участі Nas; дис на 50 Cent)
  - «Down»
  - «Face of L.A» (дис на Mobb Deep, G-Unit)
  - «G-Unit Crip»(за участі Techniec)
  - «Ghost Unit Intro»
  - «Hate It or Love It (Street Remix)»
  - «How We Do (Live G-Unot Remix)»
  - «I Told You» (дис на G-Unit, Mase, Olivia)
  - «I'm a Muthafuckin Soldier» (50 Cent)
  - «Kiss Your Ass Goodbye (Extended Remix)» (за участі Sheek Louch, Fabolous, Beanie Sigel та Jadakiss)
  - «Lay Low» (за участі Techniec)
  - «Mafia Music (Remix)» (за участі Fat Joe, Ja Rule та Rick Ross)
  - «Mr. Potato Head»
  - «My Bitch» (дис на 50 Cent)
  - «My Turn»
  - «Niggaz Bleed» (дис на 50 Cent)
  - «Olivia Debut Single» (за участі BBQ; дис на Olivia, G-Unit)
  - «Our Turn» (за участі The Black Wall Street)
  - «Play The Game» (дис на G-Unit, Olivia)
  - «Poison Bananas» (дис на G-Unit, Olivia, Кріса Лайті; за участі Cyssero, Eastwood, Techniec)
  - «Put Me Under»
  - «Quiet» (за участі Lil' Kim)
  - «Red Bandana»
  - «Shake»
  - «Sound Scan»
  - «Spanglish» (дис на 50 Cent)
  - «Stop Talkin' to the Cops» (за участі Techniec)
  - «Street Muzik» (за участі Sheek Louch)
  - «Swallow That Slug» (за участі Charli Baltimore)
  - «Taped Conversation (Remix)» (за участі Young Buck; дис на 50 Cent)
  - «Testify» (за участі Techniec та Charli Baltimore; дис на 50 Cent)
  - «Uncle Otis» (дис на 50 Cent)
  - «We Are The Champions»
  - «Why U Smell Like Dat?» (за участі Cyssero, Techniec та Eastwood)

- Young Buck
  - «Do It for Ya» (дис на 50 Cent)
  - «Dead Wrong»
  - «Finish What You Start» (дис на 50 Cent)
  - «Happy New Year»
  - «Honorable Discharge» (дис на 50 Cent)
  - «Hood Documentary» (дис на 50 Cent)
  - «I'm Out Here»
  - «It's Not OK» (дис на 50 Cent)
  - «Laugh Now, Cry Later»
  - «Move On»
  - «My Interview» (дис на 50 Cent 
  - «My Whole Life»
  - «Nuthin's Gonna Stop Me» (дис на 50 Cent)
  - «Prepare for War»
  - «Pullin Me Back»
  - «Shit Head» (дис на 50 Cent)
  - «Soon or Later»
  - «Steroidz»
  - «Taped Conversation»
  - «Teach Em' bout Playin'»
  - «Terminate on Sight»
  - «There Will Be Blood»
  - «What Did Y'all Do» (за участі C-Bo та Brotha Lynch Hung; дис на 50 Cent)